# Journal of Polymer Science
Journal of Polymer Science, скорочено J. Polym. Sci. — рецензований науковий журнал, який видає Wiley-Verlag. Перший номер вийшов у 1946 році під керівництвом тодішнього головного редактора Германа Ф. Марка. Станом на 2023 рік журнал виходить кожні два тижні. Публікуються статті з основ хімії полімерів. У 1962 році журнал був розділений на кілька видань, але знову об’єднаний в один журнал у 2020 році.

## Історія видання
Під назвою Journal of Polymer Science журнал виходив з 1946 по 1962 рік, з 1963 року був розділений на Journal of Polymer Science Part A: General Papers, Journal of Polymer Science Part B: Polymer Letters та Journal of Polymer Science Part C: Polymer Symposia . У 1966 році частина A була розділена на Journal of Polymer Science Part A-1: Polymer Chemistry та Journal of Polymer Science Part A-2: Polymer Physics. У 1972/73 рр. відбулася реорганізація. Відтепер журнал виходив під назвами Journal of Polymer Science: Polymer Physics Edition, Journal of Polymer Science: Polymer Letters Edition, Journal of Polymer Science: Polymer Chemistry Edition, і Journal of Polymer Science: Polymer Symposias. Наступна реструктуризація відбулася у 1986 році: Journal of Polymer Science Part A: Polymer Chemistry  і Journal of Polymer Science Part B: Polymer Physics видавалися до 2019 року , а Journal of Polymer Science Part C: Polymer Letters до 1990. З 2020 року єдиним виданням знову став Journal of Polymer Science.